# Rot (Älvdalen)
Rot is een plaats in de gemeente Älvdalen in het landschap Dalarna en de provincie Dalarnas län in Zweden. De plaats heeft 684 inwoners (2005) en een oppervlakte van 266 hectare. De plaats ligt iets ten noorden van de plaats Älvdalen. Bij de plaats mondt de rivier de Rotälven uit in de Österdalälven.

## Verkeer en vervoer
Bij de plaats loopt de Riksväg 70.